# スサヴァン・ソヌ・ロイ
スサヴァン・ソヌ・ロイ（Susovan Sonu Roy、1994年7月17日- ）は、インドの俳優。 
彼はグワーハーティーとコルカタで育ち、コルカタでは西ベンガル州立大学に属するダム・ダム・モティジール・ラビンドラ・マハヴィディヤラヤ大学で学んだ。2017年に卒業後、ダンサーとして活動を始めた。
俳優として彼は2019年から、西ベンガルのテレビシリーズに出演した。最初に出演したのは、デビダス・バッタチャリア監督の「アナンダモイ・マー」のシリーズで、それはベンガルの神話の物語を語ったものだった。そこで彼はヒンドゥー教の神ヴィシュヌの信奉者を演じた。シリーズはアアカシュ・アトのテレビ局から放送された。それに続き「ジャムナ・ダキ」というロマンティック・ドラマシリーズに出演したが、これは2020年から2022年まで続き、最初はジー・バングラから、その後オンデマンド・ウェブサイトのZEE5から提供され、彼は隣人役を演じた。次に出演した女学生のドラマシリーズ「モホル」は、ベンガル語放送チャンネルのスター・ジャルシャや、ホットスターから放映された。2020年からスター・ジャルシャとホットスターで始まったソープオペラ「コーラパーキ」では、11話で彼がレポーター役を演じている。スサヴァンは俳優の他にモデルとしても活動し、様々な地域や国内ブランドのモデルを務めている。

## 主な出演
- 2019年: アナンダモイ・マー（Anandamoyee Maa）
- 2020年: ジャムナ・ダキ（Jamuna Dhaki）
- 2020年: ティトゥリ（英語版）
- 2020年: モホル（英語版）
- 2020年: コーラパーキ（英語版）
- 2021年: ケーラゴー（Khelagor）